# Nikolai Bogoliubov
Nikolai Nikolaevitch Bogoliubov (em russo:  Николай Николаевич Боголюбов; em ucraniano:  Микола Миколайович Боголюбов, transl. Mykola Mykolaiovytch Boholiubov; Níjni Novgorod, 21 de agosto de 1909 — Moscou, 13 de fevereiro de 1992) foi um matemático e físico teórico soviético.
É conhecido por contribuições à teoria quântica de campos, mecânica estatística e teoria de sistemas dinâmicos.

## Publicações

### Livros
Matemática e Mecânica Não-Linear
1. N. M. Krylov e N. N. Bogoliubov (1934): On various formal expansions of non-linear mechanics. Kiev, Izdat. Zagal'noukr. Akad. Nauk. (em ucraniano)
2. N. M. Krylov e N. N. Bogoliubov (1947): Introduction to Nonlinear Mechanics. Princeton, Princeton University Press.
3. N. N. Bogoliubov, Y. A. Mitropolsky (1961): Asymptotic Methods in the Theory of Non-Linear Oscillations. New York, Gordon and Breach.

Mecânica Estatística
1. N. N. Bogoliubov (1945): On Some Statistical Methods in Mathematical Physics. Kyiv (em russo).
2. N. N. Bogoliubov, V. V. Tolmachev, D. V. Shirkov (1959): A New Method in the Theory of Superconductivity. New York, Consultants Bureau.
3. N. N. Bogoliubov (1960): Problems of Dynamic Theory in Statistical Physics. Oak Ridge, Tenn., Technical Information Service.
4. N. N. Bogoliubov (1967—1970): Lectures on Quantum Statistics. Problems of Statistical Mechanics of Quantum Systems. New York, Gordon and Breach.
5. N. N. Bogolubov and N. N. Bogolubov, Jnr. (1992): Introduction to Quantum Statistical Mechanics. Gordon and Breach. ISBN 2881248799.

Teoria Quântica dos Campos
1. N. N. Bogoliubov, B. V. Medvedev, M. K. Polivanov (1958): Problems in the Theory of Dispersion Relations. Institute for Advanced Study, Princeton.
2. N. N. Bogoliubov, D. V. Shirkov (1959): The Theory of Quantized Fields. New York, Interscience. The first text-book on the renormalization group theory.
3. N. N. Bogoliubov, A. A. Logunov and I. T. Todorov (1975): Introduction to Axiomatic Quantum Field Theory. Reading, Mass.: W. A. Benjamin, Advanced Book Program. ISBN 9780805309829. ISBN 0805309829.
4. N. N. Bogoliubov, D. V. Shirkov (1980): Introduction to the Theory of Quantized Field. John Wiley & Sons Inc; 3rd edition. ISBN 0471042234. ISBN 9780471042235.
5. N. N. Bogoliubov, D. V. Shirkov (1982): Quantum Fields. Benjamin-Cummings Pub. Co., ISBN 0805309837.
6. N. N. Bogoliubov, A. A. Logunov, A. I. Oksak, I. T. Todorov (1990): General Principles of Quantum Field Theory. Dordrecht [Holland]; Boston, Kluwer Academic Publishers. ISBN 079230540X. ISBN 978-0792305408.

Publicações selecionadas
1. N. N. Bogoliubov, Selected Works. Part I. Dynamical Theory. Gordon and Breach, New York, 1990. ISBN 2881247520, ISBN 9782881247521.
2. N. N. Bogoliubov, Selected Works. Part II. Quantum and Classical Statistical Mechanics. Gordon and Breach, New York, 1991. ISBN 2881247687.
3. N. N. Bogoliubov, Selected Works. Part III. Nonlinear Mechanics and Pure Mathematics. Gordon and Breach, Amsterdam, 1995. ISBN 2881249183.
4. N. N. Bogoliubov, Selected Works. Part IV. Quantum Field Theory. Gordon and Breach, Amsterdam, 1995. ISBN 2881249264, ISBN 978-2881249266.

### Artigos selecionados
- N. N. Bogoliubov (1948). "Equations of Hydrodynamics in Statistical Mechanics" (in Ukrainian). Sbornik Trudov Instituta Matematiki AN USSR 10: 41—59.
- "On Question about Superfluidity Condition in the Nuclear Matter Theory" (in Russian), Doklady Akademii Nauk USSR, 119, 52, 1958.
- "On One Variational Principle in Many Body Problem" (in Russian), Doklady Akademii Nauk USSR, 119, N2, 244, 1959.
- "On Compensation Principle in the Method of Selfconformed Field" (in Russian), Uspekhi Fizicheskhih Nauk, 67, N4, 549, 1959.
- "The Quasi-averages in Problems of Statistical Mechanics" (in Russian), Preprint D-781, JINR, Dubna, 1961.
- "On the Hydrodynamics of a Superfluiding" (in Russian), Preprint P-1395, JINR, Dubna, 1963.